# Roberta Rabellotti
Roberta Rabellotti er en italiensk professor i økonomi ved Aalborg University Business School på Aalborg Universitet og professor i økonomi ved University of Pavia.

## Uddannelse
Roberta Rabellotti opnåede i 1988 en kandidatgrad fra the University of Oxford inden for udviklingsøkonomi. I 1995 opnåede hun sin ph.d.-grad fra Institute of Development Studies, University of Sussex.

## Karriere
Roberta Rabellotti specialiserer sig inden for innovationsøkonomi, udviklingsøkonomi og regional økonomi. Hun har især beskæftiget sig med og bidraget til forskning indenfor regional økonomi, innovation og udvikling, klynger, multinationale virksomheder og globale værdikæder.
Hun har været med til at rådgive EU-Kommissionen, Inter-American Investment BANK (IADB), OECD, UNIDO, UN-CEPAL og UNCTAD.
Roberta Rabellotti har i løbet af sin karriere modtaget en række bevillinger. Heriblandt kan nævnes:
- Inter-American Development Bank
- Organisation for Economic Co-operation and Development
- Riksbankens Jubileumsfond
- Orkestra

Roberta Rabellotti er desuden medlem af flere bestyrelser. Heriblandt:
- Member of the scientific board Società Italiana degli Economisti[6]
- Member of the International Advisory Board of CIRCLE, Lund University[7]